# Valeria Ripoll
Shirley Valeria Ripoll Fraga (Montevidéu, 13 de outubro de 1982) é uma política uruguaia filiada ao Partido Nacional (PN). Em julho de 2024, foi escolhida por Álvaro Delgado Ceretta como candidata a vice-presidente na chapa presidencial do PN na eleições gerais de 2024.

## Início de vida e carreira
Valeria Ripoll nasceu em 13 de outubro de 1982 em Montevidéu, sendo filha de Shirley Fraga, funcionária da ANCAP e Néstor Ripoll, suboficial da Marinha Nacional do Uruguai. Criada numa família católica, de origem catalã, tem uma irmã mais nova, Joana. A família Ripoll-Fraga viveu em Brazo Oriental, um bairro residencial de classe média, e as irmãs foram educadas no Colegio del Sagrado Corazón.
Na adolescência, para ajudar com as despesas em casa, ela estudou piano e teoria musical, e trabalhou como professora de música em um jardim de infância. Depois de completar os estudos secundários, ela se matriculou na Universidade da República para estudar psicologia, mas não concluiu o curso, e mais tarde, ela estudou para se tornar assistente administrativa de contabilidade. Também atuou como gerente em um restaurante McDonald's e como escriturária na sede da Marinha Nacional, onde serviu como marinera.
Em 2007 inscreveu-se num concurso da Intendência de Montevideu e conseguiu uma vaga no Planetário Municipal. Durante este período aderiu à Associação de Empregados e Trabalhadores Municipais (ADEOM), o sindicato dos trabalhadores do concelho de Montevideu. Ripoll trabalhou também como oficial do Jardim Botânico e da Orquestra Filarmónica de Montevideu durante vários anos. Enquanto trabalhava como funcionária pública, ocupou diversos cargos sindicais. De 2015 a 2017 foi membro da secretaria de cultura do sindicato e apresentou seu programa de rádio. Em setembro de 2017 tomou posse como secretária-geral da ADEOM, o que aumentou exponencialmente a sua exposição pública.
Enquanto secretária-Geral da Associação de Empregados e Trabalhadores Municipais, criticou as administrações de Montevidéu da esquerdista Frente Ampla, lideradas por Daniel Martínez Villamil e Carolina Cosse. Ripoll foi reeleita por três mandatos consecutivos à frente do sindicato. Presidiu ainda à Federação Nacional dos Trabalhadores Municipais e foi membro do secretariado executivo do Plenário Intersindical de Trabajadores – Central Sindical da Convenção Nacional dos Trabalhadores.

## Trajetória política

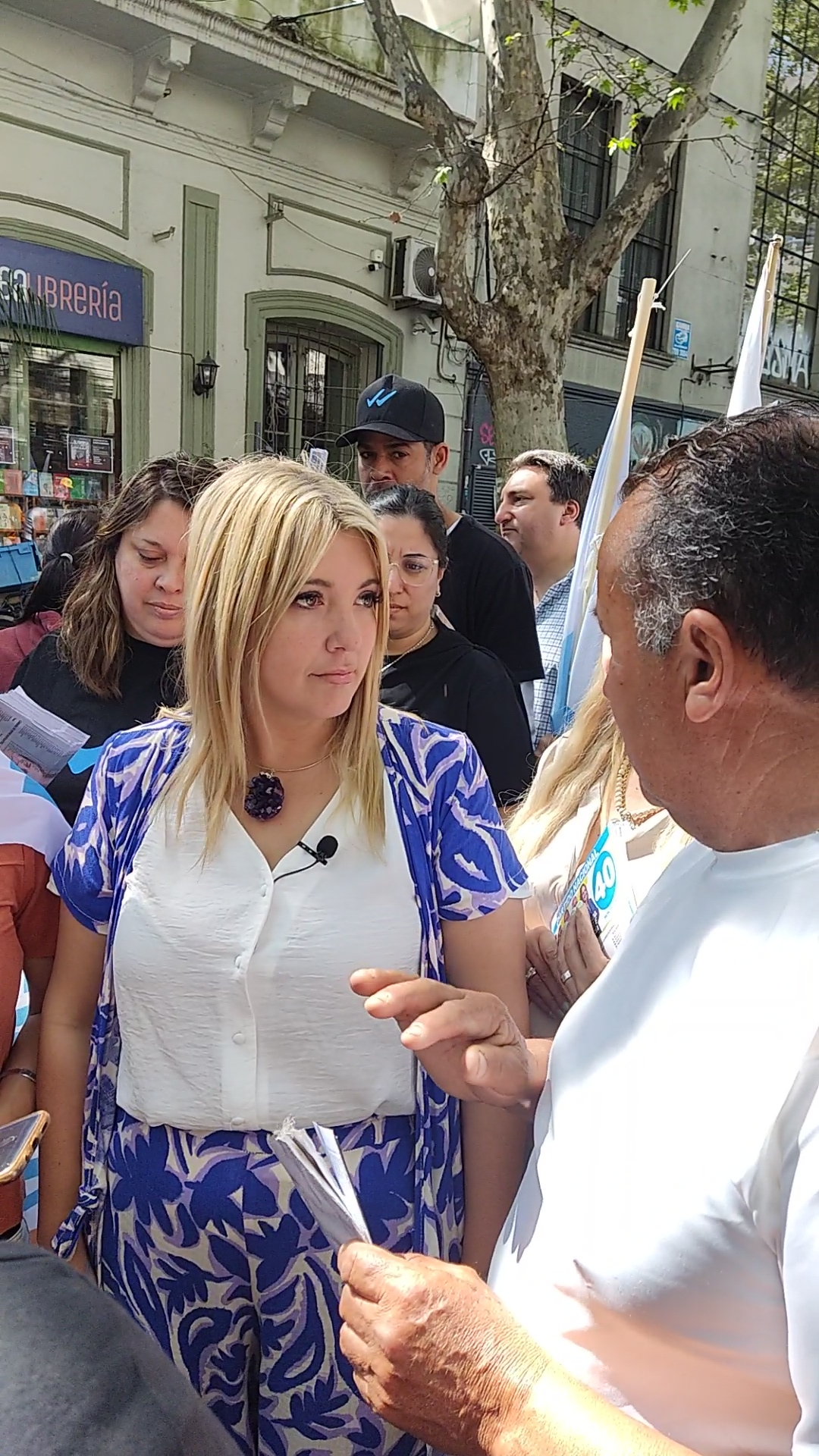
Ripoll durante a campanha de 2024 na Feira de Tristán Narvaja.

Em 2010, como sindicalizada na ADEOM, Ripoll filiou-se ao Partido Comunista do Uruguai, porém em 2017 se desfiliou e se desassociou dele, alegando posição leniente do partido em relação à gestão de Daniel Martínez Villamil como intendente de Montevidéu, o que ela criticou. Afirmou que os órgãos de poder do partido lhe pediram que fosse menos dura nas críticas, porque Martínez Villamil seria o candidato presidencial da Frente Ampla para o eleição presidencial em 2019. Ela também relatou ameaças de líderes do partido e atos de vandalismo em sua casa particular, pelos quais exigiu custódia policial.
Em meados de agosto de 2023, ela anunciou sua saída da atividade sindical e sua entrada na política partidária, como membro do Partido Nacional. Ela apoiou Álvaro Delgado Ceretta para presidente e começou a trabalhar como assessora na cadeira de Martín Lema — ocupada por seu primeiro substituto — na Câmara dos Representantes. Em fevereiro de 2024, ela anunciou que estava se juntando ao D Centro, um setor centrista do Partido Nacional, junto com líderes como a vice-presidente Beatriz Argimón. Nas eleições primárias de 2024, ela foi líder da lista eleitoral Lista 5, que apoiou a candidatura de Delgado.
Após a vitória esmagadora de Álvaro Delgado Ceretta nas primárias do Partido Nacional em 30 de junho, Ripoll foi anunciada como sua companheira de chapa e candidata a vice-presidente. A decisão causou grande surpresa e virou manchete na maioria dos jornais no dia seguinte, devido ao seu passado como membro do Partido Comunista e sindicalista, e porque ela estava no Partido Nacional há apenas um ano. Entre as razões dadas por analistas políticos para a seleção de Ripoll está atrair mais eleitores centristas ou de centro-esquerda que não pretendem votar em uma Frente Ampla "mais deslocada para a esquerda".
Em 10 de agosto de 2024, Ripoll foi confirmada como candidata à vice-presidência da República pela Convenção Nacional do Partido Nacional, que também aprovou o programa de governo.

## Filmografia
| Ano                      | Título                | Papel                |
| ------------------------ | --------------------- | -------------------- |
| 2021–2024; 2025–presente | Esta boca es mía      | Comentarista         |
| 2022                     | ¿Quién es la máscara? | Participante (Cacto) |